# 水野大二郎
水野 大二郎（みずの だいじろう、1979年1月31日 - ）はデザイン研究者、デザインリサーチャー。芸術博士（ファッションデザイン）。
京都工芸繊維大学未来デザイン・工学機構教授、慶應義塾大学大学院政策・メディア研究科  特別招聘教授。

## 略歴
- 1998年 - 2001年：イーストロンドン大学 BA fashion design
- 2001年 - 2003年：ロイヤルカレッジ・オブ・アート MA fashion design
- 2000年 - 2003年：非常勤デザインアシスタント シェリー・フォックス
- 2006年 - 2013年：京都造形芸術大学空間演出デザイン学科ファッションデザインコース 非常勤講師
- 2006年 - 2012年：成安造形大学ファッションデザインコース 非常勤講師
- 2003年 - 2008年：ロイヤルカレッジ・オブ・アート PhD fashion design修了。芸術博士（ファッションデザイン）。
- 2008年 - 2013年：京都造形芸術大学ウルトラファクトリー クリティカルデザインラボ ディレクター
- 2009年 -：designeast 実行委員
- 2011年 -：fashionista (vanitas) 共同責任編集
- 2012年 - 2015年：慶應義塾大学環境情報学部 専任講師
- 2013年 - 2015年：京都大学デザインスクール 特任講師
- 2015年 - 2019年：慶應義塾大学環境情報学部 准教授
- 2019年 - 2022年：京都工芸繊維大学KYOTO Design Lab 特任教授
- 2020年 -：慶應義塾大学大学院政策・メディア研究科  特別招聘教授[2]
- 2020年 -：IAMAS 特別非常勤講師[3]
- 2022年 - : 京都工芸繊維大学未来デザイン・工学機構 教授

## 著書

### 共著
- 『サステナブル・ファッション』学芸出版社、2022年　ISBN 978-4761528287
- 『サーキュラーデザイン』学芸出版社、2022年　ISBN 978-4761528058
- 『Food Design』BNN新社、2022年　ISBN 978-4802512435
- 『ファッションは更新できるのか?会議 人と服と社会のプロセス・イノベーションを夢想する』 フィルムアート社、2015年  ISBN 978-4845915590
- 『fashion design for living』 Routledge, London, 2014年　ISBN 978-0415717717
- 『inclusive design』 学芸出版社、2014年　ISBN 978-4761525699
- 『リアル・アノニマスデザイン』 学芸出版社、2013年　ISBN 978-4761525545
- 『FABに何が可能か「つくりながら生きる」21世紀の野生の思考』 フィルムアート社、2013年　ISBN 9784845913046
- 『x-DESIGN』 慶応義塾大学出版会、2013年 ISBN 978-4-7664-2012-8

### 編著
- 『vanitas008』アダチプレス、2023年
- 『vanitas007』アダチプレス、2021年
- 『vanitas006』 アダチプレス、2019年
- 『vanitas005』 アダチプレス、2017年
- 『vanitas004』 vanitas編集部、2015年
- 『vanitas003』 vanitas編集部、2014年
- 『vanitas002』 vanitas編集部、2013年
- 『fashionista001』 fashionista編集部、2012年

### 翻訳
- 監訳『多元世界に向けたデザイン　ラディカルな相互依存性、自治と自律、そして複数の世界をつくること』 BNN新社、2024年

- 監訳『クリティカルデザインとは何か 問いと物語を構築するためのデザイン理論入門』 BNN新社、2019年

### 寄稿
- Routledge Companion to Design Research 2nd Edition、Taylor and Francis、2023年　ISBN 978-1032022277
- 『ファッション・スタディーズ』フィルムアート社、2022年
- 『中川政七商店のものづくり ものざね』 中川政七商店、2019年

### 他論文
・google scholar

## その他の活動
経済産業省はファッションの領域において、国内外において生じている数々の変化の兆候を捉えるべく2021年11月に有識者会議「これからのファッションを考える研究会 ～ファッション未来研究会～」を設置、水野大二郎は座長として活動した。その成果は2022年「ファッションの未来に関する報告書」として、経済産業省HPにおいて公開された。